# Badiera berteroana
Badiera berteroana là một loài thực vật có hoa trong họ Polygalaceae. Loài này được Spreng. mô tả khoa học đầu tiên năm 1826.